# Статистика (математика)
В математичній статистиці статистикою називають довільну функцію від вибірки. Функція має бути незалежною від розподілу вибірки, тобто визначатись до отримання даних. Терміном статистика також позначають результат застосування статистичної функції до вибірки.

## Приклади
- Вибіркове середнє та медіана
- Вибіркова дисперсія , вибіркове стандартне відхилення, вибіркова медіана абсолютних відхилень
- Вибіркові квантилі помимо медіани, як наприклад, квартилі та процентилі
- t статистика, статистика хі-квадрат, f статистика
- Порядкова статистика, наприклад максимум чи мінімум вибірки
- Моменти випадкової величини, включаючи коефіцієнти ексцесу та асиметрії
- Різноманітні функціонали емпіричної функції розподілу